# Daniel Sturm (Jurist)

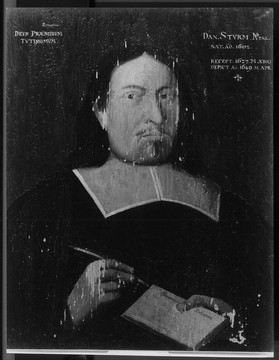
Daniel Sturm auf einem Bild in der Tübinger Professorengalerie

Daniel Sturm (* 18. Juni 1602 in Tübingen; † 18. Juni 1652 ebenda) war ein deutscher Jurist und Notar an der Universität Tübingen.

## Leben
Daniel Sturm immatrikulierte sich 1615 als stud. phil. an der Universität Tübingen und wurde dort Jurist. 1628 bis 1652 war er Notar an der Universität Tübingen.
Sein 1649 von Johann Weidner in Öl gemaltes Porträt hängt in der Tübinger Professorengalerie.